# Histeroidea
Super-famille
Les Histeroidea forment une super-famille de coléoptères qui comprend les quatre familles suivantes, dont une éteinte :
- Histeridae Gyllenhal, 1808
- Sphaeritidae Shuckard, 1839
- Synteliidae Lewis, 1882
- † Cretohisteridae Yu‐Lingzi Zhou et al.[1], 2018